# Travelers (série de televisão)
Travelers foi uma série de televisão de ficção científica canadense-americana criada por Brad Wright, estrelado por Eric McCormack, MacKenzie Porter, Jared Abrahamson, Nesta Cooper, Reilly Dolman e Patrick Gilmore. A série é uma coprodução internacional entre o serviço de streaming Netflix e o canal especializado canadense Showcase nas duas primeiras temporadas, após o que a Netflix assumiu como única empresa de produção e distribuidor mundial exclusivo. A série estreou no Canadá em 17 de outubro de 2016 e em todo o mundo em 23 de dezembro de 2016. Uma segunda temporada seguiu em 2017, e uma terceira temporada foi lançada em 14 de dezembro de 2018.

## Sinopse
Em um futuro pós-apocalíptico, milhares de agentes especiais são encarregados de impedir o colapso da sociedade. Esses agentes, conhecidos como "viajantes", têm suas consciências enviadas de volta no tempo e transferidas para o corpo dos indivíduos atuais que, de outro modo, seriam momentos da morte, para minimizar o impacto inesperado na linha do tempo. A transferência requer a localização exata do alvo, possibilitada pelos smartphones e GPS do século XXI. Preparados usando mídias sociais e registros públicos referentes a seus alvos, cada viajante deve manter a vida preexistente do hospedeiro como pelo resto de suas vidas, enquanto realizam missões em equipes de cinco pessoas. Essas missões são ditadas pelo Diretor, uma inteligência artificial no futuro que monitora a linha do tempo, visando salvar o mundo de uma série de eventos catastróficos. Um método pelo qual o diretor se comunica com os viajantes é através de crianças pré-púberes usadas como mensageiras; Ao contrário dos adultos, qualquer criança pode ser seguramente tomada por alguns minutos e depois liberada do controle sem o risco de matá-los. Todos os viajantes devem se comportar de acordo com certos protocolos para proteger o cronograma.

## Elenco

### Principal
- Eric McCormack como Grant MacLaren (Viajante 3468), o líder da equipe, que assume a vida de um agente especial do FBI.
- MacKenzie Porter como Marcy Warton (Viajante 3569), médica da equipe, que assume a vida de uma mulher com deficiência intelectual.
- Nesta Cooper como Carly Shannon (Viajante 3465), estrategista da equipe , que assume a vida de uma mãe solteira que fica em casa.
- Jared Abrahamson como Trevor Holden (Viajante 0115), o engenheiro da equipe, um dos humanos mais antigos de todos os tempos, assume a vida de um atleta do ensino médio.
- Reilly Dolman como Philip Pearson (Viajante 3326), o historiador da equipe, que assume a vida de um viciado em heroína da faculdade.
- Patrick Gilmore como David Mailer, assistente social de Marcy e depois interesse romântico.

### Recorrente
- J. Alex Brinson como Jeff Conniker, o ex-namorado abusivo de Carly e o pai de seu filho; um policial.
- Leah Cairns como Kathryn "Kat" MacLaren, esposa de Grant que trabalha na restauração de antiguidades.
- Enrico Colantoni como Vincent Ingram, (Viajante 001), cujo hospedeiro deveria morrer em 11 de setembro de 2001.
- Chad Krowchuk como Simon, (Viajante 0004), um especialista que montou o sistema de comunicações da Travelers no dia 21.
- Arnold Pinnock como Walt Forbes, colega de trabalho de Grant no FBI, mais tarde um membro da facção posando como o (Viajante 4112) e, posteriormente, o (Viajante 4991).
- Jennifer Spence como Grace Day, conselheira do colégio de Trevor, e posteriormente (Viajante 0027), um programador que ajudou a criar o diretor.
- Ian Tracey como Ray Green, advogado de Philip e mais tarde amigo; um viciado em jogo.

### Convidados
- Stephen Lobo como o agente Wakefield, um membro da facção posando como um viajante.
- Damian Lewis como major Gleason, um oficial militar impetuoso.
- Kyra Zagorsky como o Dr. Delaney, um cientista brilhante que desenvolveu um método para coletar e armazenar antimatéria.
- Kristine Cofsky como a Oficial Victoria Boyd, (Viajante 3185), uma companheira viajante assumindo a vida de um policial.
- Giacomo Baessato como soldado privado, um soldado militar que trabalha para Gleason.
- Alyssa Lynch como Renee Bellamy, uma estudante do ensino médio e namorada de Trevor.
- Tom McBeath como Ellis, (Viajante 0014), um programador que assume a vida de um fazendeiro.
- Eileen Pedde como mãe, uma companheira viajante que assume o papel de mãe em uma família de quatro pessoas.
- Yasmeene Ball como Charlotte, uma historiadora viajante mal-falante; depois um viajante assassino.
- Glynis Davies como Jacqueline, representante da Child Protective Services.
- Melanie Papalia como Beth, uma analista do FBI que trabalha para a MacLaren.
- Karin Konoval como Bloom, (Viajante 0117), uma engenheira viajante de alto nível.
- Louis Ferreira como sargento Rick Hall, um líder de equipe viajante viajante.
- Douglas Chapman como Luca, um viajante na equipe de Hall.
- Jason Gray-Stanford como Aaron Donner, (Viajante 4022) e depois (Viajante 4024), um bombardeiro.
- William MacDonald como Gary Holden, pai de Trevor.
- Teryl Rothery como Patricia Holden, a mãe de Trevor.
- Dylan Playfair como Kyle, um amigo de Trevor, depois (Viajante 5532).
- Paloma Kwiatkowski como Abigail Paris, uma jovem que Trevor faz amizade.
- Lee Majdoub como Dr. Barker, um médico apaixonado por Marcy.
- Sunita Prasad como Blair, a namorada de David.
- Melissa Roxburgh como Carrie, (Viajante 5001–5007), um pára-quedista designado para impedir o assassinato da equipe de MacLaren.
- Matthew Kevin Anderson como Derek, (Viajante D13), um médico viajante designado para salvar MacLaren.
- Amanda Tapping como Dra. Katrina Perrow, psicóloga do Traveler 001.
- Stephanie Bennett como Jenny, (Viajante 4514), um viajante designado para ajudar Philip com seu vício em heroína.

## Episódios
| Temporada | Temporada | Episódios | Episódios | Originalmente exibido  | Originalmente exibido  |
| Temporada | Temporada | Episódios | Episódios | Estreia da temporada   | Final da temporada     |
| --------- | --------- | --------- | --------- | ---------------------- | ---------------------- |
|           | 1         | 12        | 12        | 17 de outubro de 2016  | 2 de janeiro de 2017   |
|           | 2         | 12        | 12        | 16 de outubro de 2017  | 18 de dezembro de 2017 |
|           | 3         | 10        | 10        | 14 de dezembro de 2018 | 14 de dezembro de 2018 |

## [6]Resumo dos episódios (Tradução da página original)
| N. Geral | Episódio na temporada | Título        |
| -------- | --- | ------------- |
| 1        | 1 | "Viajantes"   |
|          | Em 2018, quatro pessoas desconectadas repentinamente passam por mudanças de personalidade no que teriam sido seus momentos de morte: Marcy, uma jovem mulher com deficiência intelectual, é agredida, mas luta contra seus agressores e não é mais afetada; o estufante Trevor entra em uma luta de artes marciais mistas após ser derrotado; O estudante universitário viciado em heroína Philip deixa cair sua seringa no momento em que seu colega de quarto injeta uma overdose fatal; e a jovem mãe Carly encara o pai abusivo de seu bebê. O agente do FBI MacLaren rastreia sua comunicação subsequente e os confronta; eles revelam que estão entre os milhares de viajantes do tempo enviados do futuro para evitar uma crise global, e que MacLaren morreria naquela noite enquanto perseguia um assassino que eles já mataram; MacLaren é assumido por um quinto viajante, que por acaso é o líder da equipe. |               |
| 2        | 2 | "Protocolo 6" |
|          | Para evitar uma explosão que mata milhares de pessoas, a equipe rouba antimatéria de um comboio militar. O destinatário do material é um novo viajante que não consegue evitar o suicídio de seu hospedeiro, obrigando a equipe a improvisar. Depois de não conseguir atualizar seu dispositivo de contenção, a equipe devolve a antimatéria à instalação de origem. Eles formam uma aliança tênue com o Dr. Delaney, que produziu a antimatéria; a história a registra como cúmplice da antimatéria como arma, mas ela na verdade se opõe às ambições do major Gleason. MacLaren informa Delaney que eles voltarão em breve. Philip mantém o vício em heroína de seu hospedeiro. MacLaren conhece sua esposa, Kat, mas também retoma um relacionamento preexistente com Carly. Marcy trabalha para construir confiança com um David confuso. |               |
| 3        | 3 | "Aleksander"  |
|          | Philip fica obcecado com as vidas que a equipe está proibida de salvar, escrevendo os nomes e as coordenadas de hora, altitude, latitude e longitude de todos os candidatos em potencial na parede do armazém. Ele secretamente avisa o FBI para evitar esses assassinatos. Ele lidera a equipe para resgatar a criança sequestrada, Aleksander Andrieko, antes de seu assassinato, alegando falsamente que isso é uma missão do Diretor. Como mensageiro, Aleksander expõe o ardil. MacLaren decide abandonar a "missão", mas Philip se recusa, sacando sua arma. Aleksander é salvo, seus captores são mortos e Philip sobrevive a um ferimento de bala; Marcy revela seu vício em heroína para os outros e planeja ficar sóbrea. Jeff investiga o ataque à Marcy e detecta as mudanças de personalidade. David a encobre. A equipe se ajusta ao contraste do século XXI com a escassez de sua era nativa. |               |
| 4        | 4 | "Hall"        |
|          | MacLaren e Forbes vigiam uma transação criminosa que se torna um tiroteio. A equipe de MacLaren é direcionada para ajudar uma equipe de viajantes mais velha: os sobreviventes do incidente, cujo líder, Rick Hall, revela que o negócio foi a transferência atribuída de um dispositivo com uma equipe de viajantes russos. MacLaren está chocado com a violência entre as equipes e com o cansaço de Hall. Os companheiros de equipe de Hall, Carter e Luca, estão morrendo, mas Marcy salva Luca, transfundindo o sangue de Carter; Marcy suspeita que Luca é seu irmão devido ao fato de ele estar sofrendo de terrores noturnos. Hall exige que ele se torne o líder de uma equipe resultante da fusão, e exige que MacLaren mate Forbes para evitar sua exposição. MacLaren e Forbes prendem Hall e Luca, e a equipe transfere o dispositivo. Trevor abandona o futebol para se concentrar nas notas, mas está de castigo. Ray exige mais informações sobre jogos de azar de Philip. Carly repreende Jeff, que assedia Marcy. Carly e MacLaren dormem juntos. |               |
| 5        | 5 | "Sala 101"    |
|          | Uma família de quatro pessoas está prestes a morrer em um acidente de carro quando a mãe, o pai e o filho se tornam viajantes. Charlotte, a filha, mantém sua identidade quando a transferência do historiador da equipe falha, então MacLaren a envia para ficar com seus avós até que os outros completem sua missão. Trevor, Carly, Marcy e Philip são sequestrados e interrogados sobre o futuro até Carly matar seu guarda. David alerta MacLaren quando Marcy não chega em casa, que consegue encontrar e resgatar a equipe com o policial Boyd. MacLaren foi forçado a cancelar a missão da equipe com a equipe da família, e Carly especula que esse era o objetivo de seu captor não identificado. |               |
| 6        | 6 | "Helio 685"   |
|          | Os viajantes são transferidos para uma seita que se prepara para o suicídio em massa. A equipe de MacLaren, o culto e muitos outros viajantes, incluindo o engenheiro sênior Bloom, se encontram nas instalações de antimatéria. Bloom revela que o futuro foi sutilmente reescrito e não está tão unido como antes. Dosados com antitoxina, eles liberam uma nuvem tóxica para forçar uma evacuação local. Gleason interroga Delaney até que MacLaren a devolva às instalações e explica a natureza dos viajantes. Gleason descobre a fuga de Delaney e se prepara para retornar ao laboratório. Usando a antimatéria para alimentar um laser de raios-X, os viajantes pretendem desviar o asteróide Helios 685, salvando milhões de vidas e evitando as catástrofes ambientais e guerras devastadoras que levaram a seu futuro sombrio. Desviar Helios tem sido o principal objetivo do Diretor, embora isso possa impedir os próprios nascimentos dos viajantes no futuro. Gleason lidera um ataque, matando a maioria dos viajantes do culto e Bloom antes que ela possa disparar o laser. No entanto, os viajantes se transferem para seus soldados e, eventualmente, para ele, sacrificando-se para completar a missão. O viajante dentro de Gleason dispara o laser enquanto MacLaren e sua equipe salvam Delaney da explosão de antimatéria por ordem de Bloom. MacLaren não tem certeza do sucesso da missão, pois sua equipe permanece no presente. |               |
| 7        | 7 | "Protocolo 5" |
|          | Retomando a vida de seus anfitriões, a equipe sofre paranoia e alucinações de suas futuras vidas pré-viagem, efeitos colaterais da antitoxina. Os colegas de trabalho de MacLaren dão uma festa surpresa por seu 15º aniversário com o FBI. Kat o confronta sobre mentir para Forbes; ele a seduz, mas ela ainda tem certeza de que ele a está traindo. Durante a relação, MacLaren alucina que Kat é uma mulher com cabelo muito curto, com o número de Carly (3465) tatuado em seu pescoço. Após Rene tentar roubar algumas roupas com Trevor e outro amigo, Trevor confronta os dois do lado de fora, em um beco. Durante uma luta entre Trevor e o outro cara, Trevor possivelmente experimenta um lapso de tempo, onde seu amigo é capaz de acertar um soco. Isso mais tarde se desenvolverá no diagnóstico de afasia temporal de Trevor. Com a intimidade crescendo, David relutantemente ajuda Marcy a fazer uma cirurgia em si mesma para evitar convulsões. Carly rejeita um representante dos Serviços de Proteção à Criança. Trevor controla a delinquência de seu hospedeiro e ele e Renée meditam. Ray leva Philip a uma reunião de doze passos para viciados em drogas e lhe dá uma tartaruga de estimação para cuidar. Trevor e Philip descobrem que a equipe tem uma nova missão. |               |
| 8        | 8 | "Donner"      |
|          | Um homem-bomba e suas vítimas estão prestes a se tornar viajantes, mas a bomba explode e apenas Donner, o homem-bomba, sobrevive. Devastado por seu fracasso, Donner tenta denunciar o programa de viagem às autoridades, mas toda a audiência é ocupada por viajantes que realizam um julgamento e condenam Donner por traição. Donner é substituído por um novo viajante, que deve cumprir a sentença de prisão de Donner, e relata que as coisas no futuro estão piorando, apesar das mudanças decretadas pelas equipes de Viajantes do século XXI. Luca aborda Donner na prisão, dando a entender que ele perdeu a fé no Diretor. Ken, o chefe de David, acredita que o relacionamento de David com Marcy é inapropriado. Ao conhecer Marcy, ele acredita que ela fraudou o sistema. Marcy salva o emprego de David, reembolsando seus benefícios. Grace, orientadora de Trevor, e Jacqueline, assistente social de Carly, realmente se preocupam com eles, respectivamente. Grace tenta ajudar Trevor com seus estudos, e Jacqueline promete que não vai deixar o sistema falhar com Carly e seu filho. Philip descobre que os resultados do jogo estão se desviando um pouco do recorde histórico. |               |
| 9        | 9 | "Bishop"      |
|          | Depois de pedir à Marcy para se mudar, David admite que não suporta ficar sem ela. Ela diz a ele que está morrendo e eles se beijam. Trevor tenta se conectar com seu pai. Jeff registra acusações de agressão, impedindo Carly de encontrar um emprego. Ela pede a ele para ficar com o bebê por uma tarde, sem saber que ele avisou Kat sobre o relacionamento de Carly com MacLaren. Sob ordens, um viajante assassina o marido de seu hospedeiro, membro do gabinete, e instrui MacLaren a embarcar em um voo como companheiro de assento do congressista Bishop. Durante o voo, MacLaren descobre que deve ativar um campo de estase para salvar a si mesmo e a Bishop, enquanto todos os outros a bordo morrerão em um acidente. MacLaren descobre que Kat o seguiu a bordo, acreditando que ela testemunharia sua infidelidade. Ele instrui Kat e Bishop a usar o dispositivo de imobilização e tenta sobreviver ao impacto sem ajuda, usando apenas o conhecimento de Philip sobre o acidente. No local do acidente, a equipe ressuscita Kat e Bishop, e Bishop é substituído. Para consternação de Carly, MacLaren é levado por paramédicos viajantes antes que a equipe pudesse alcançá-lo. |               |
| 10       | 10 | "Kathryn"     |
|          | Marcy apaga a memória de Kat do acidente e do dia anterior, e encena sua casa para fazer parecer que ela tinha bebido demais na noite anterior. Philip remove o carro de MacLaren do aeroporto, mas Forbes acredita que é um roubo. Carly extrai Philip, enquanto Forbes e Kat procuram MacLaren. Uma equipe médica de viajantes avançados trata MacLaren com nanites para reparar seus enormes danos internos. Trevor é submetido a um procedimento doloroso para cultivar um coração de transplante para MacLaren. Inconsciente, MacLaren experimenta memórias da vida de seu hospedeiro com Kat. Ele descobre que eles estavam profundamente apaixonados e que ela queria muito ter filhos. Ela não fez isso porque MacLaren temia perder Kat depois que ela sofreu um aborto com risco de morte. Ele também vê que eles começaram a se distanciar devido aos compromissos de trabalho da MacLaren. MacLaren se recupera a tempo de criar uma desculpa para o Forbes, alegando que Philip é o informante confidencial de MacLaren e foi desonesto para provar que a vida de MacLaren é insegura. MacLaren volta para casa e tenta se desculpar com Kat, mas ela o evita. |               |
| 11       | 11 | "Marcy"       |
|          | Carly perde a custódia de seu filho até o julgamento. Grace está para morrer, então Trevor a sequestra para salvar sua vida. Acreditando que ele é louco, ela foge e é substituída, apesar de ter evitado o acidente que a teria matado. Grace e outro viajante recém-chegado, Ellis, são programadores de computador que fugiram de uma facção antidiretor no futuro. Ellis desenvolveu um código que é procurado por esta facção e voltou ao século XXI para mantê-lo longe deles. David e Marcy consumam seu relacionamento. No entanto, sua condição piora e Boyd a estabiliza, mas Marcy está perto da morte. No futuro, Grace era responsável pela pesquisa de mídia social e pela identificação dos candidatos. Ela deseja corrigir a condição de Marcy com uma substituição experimental. Ela se oferece para redirecionar a transferência original de Marcy para a parte funcional de seu cérebro, salvando-a às custas de suas memórias do século XXI. MacLaren deixa Marcy decidir, e ela decide falar com David primeiro. No entanto, sua condição se torna crítica pouco antes de David voltar para casa, e ela é substituída por seu eu anterior. Sua equipe a apresenta a David. |               |
| 12       | 12 | "Grace"       |
|          | Kathryn confronta MacLaren sobre um caso que ela acredita que ele está tendo, levando-o a encerrar seu relacionamento com Carly. Charlotte, a historiadora da falha na ignição, é substituída e mata sua equipe. Ela tenta assassinar Grace, mas Trevor a impede. Grace revela que a facção antidiretor foi responsável pelo sequestro da equipe. Charlotte é baleada por Jeff ao tentar matar Carly. Ellis revela que construiu uma estrutura quântica que o Diretor, uma IA avançada, pode usar para viajar até o presente para escapar da facção. David é mantido sob a mira de uma arma por outro assassino, mas é salvo por Marcy. A equipe chega à fazenda onde Trevor recebeu uma mensagem para destruir o quadro. Boyd revela que recebeu uma ordem para matar MacLaren e o mantém sob a mira de uma arma; Carly mais tarde revela ter recebido a mesma missão. Assassinos cercam a fazenda enquanto Ellis atira em Trevor para impedi-lo de danificar a estrutura. Grace pula na frente de Trevor e também leva um tiro. Ellis desliga o escudo do perímetro na esperança de que o Diretor os ajude e entregue uma mensagem para destruir o quadro pouco antes de morrer. É revelado que as pessoas ao redor deles não são assassinos antidiretor, mas agentes do FBI liderados por Forbes. |               |

| N. Geral | Episódio na temporada | Título          |
| -------- | --- | --------------- |
| 13       | 1 | "Ave Machina"   |
|          | Vincent Ingram (Viajante 001) relata sua chegada no século XXI para sua terapeuta, Dra. Perrow. A chegada de Vincent deveria ser o primeiro teste de projeção da consciência humana através do tempo e ele deveria confirmar sua chegada minutos antes de morrer no ataque do World Trade Center, em 11 de setembro de 2001, de modo a não afetar a linha do tempo - mas quando ele chega, o dispositivo que ele deve usar para enviar mensagens ao futuro falha, então ele sai da missão e se esconde do Diretor. Enquanto isso, Mac e sua equipe estão sendo interrogados pelo FBI sobre o quadro quântico e seu propósito, enquanto David lida com as consequências mentais em sua vida da tentativa de assassinato. |                 |
| 14       | 2 | "Protocolo 4"   |
|          | Mac investiga uma chegada em massa de Viajantes por meio do quadro quântico, enquanto tenta consertar seu casamento com Kat. Philip recebe ajuda da nova Viajante 4514, Jenny, com seu vício. Marcy trata David por transtorno pós-traumático, mas ela mesma está lidando com sentimentos de distanciamento e dissociação. Carly e Jeff tentam melhorar sua imagem com os Serviços de Proteção à Criança e recuperar a custódia de seu filho. Trevor e Grace se unem no hospital enquanto se recuperam de seus ferimentos. |                 |
| 15       | 3 | "Jacob"         |
|          | Três meses após os eventos com o quadro quântico, Mac e Kat estão trabalhando em seus problemas durante seu primeiro trimestre. Marcy saiu do apartamento de David e conseguiu um emprego como técnica de raio-X em um hospital local. Philip trocou um vício por outro, mas nega isso. Trevor está cada vez mais preocupado com a falta de comunicação do Diretor. A descoberta de uma equipe de Viajantes assassinada coloca Mac na pista de Vincent; o Diretor envia mensageiros para ambos, assim que eles se preparam para massacrar um ao outro. |                 |
| 16       | 4 | "11:27"         |
|          | O Diretor atribui duas novas missões à equipe: Mac, Carly e Marcy devem assassinar o Congressista Bishop para torná-lo um mártir, enquanto Trevor e Philip devem ajudar uma ativista ambiental radical a ter sucesso em seu plano de bombardear um centro de pesquisa que está trabalhando em um semente geneticamente modificada que tem consequências desastrosas para o futuro. |                 |
| 17       | 5 | "Jenny"         |
|          | Philip guarda na memória uma fórmula antiviral enviada por um mensageiro. A informação é passada para o companheiro Viajante Derek via Jenny para que possa ser sintetizada e distribuída para outras equipes de Viajantes, bem como para pessoas específicas que, de outra forma, seriam super propagadores de um vírus semelhante ao da gripe que historicamente matou 70.000 pessoas. No entanto, duas semanas após a disseminação, pessoas em todo o mundo começam a adoecer com um vírus ainda mais perigoso do que o original. Sem nenhum contato do Diretor e o número de mortos aumentando, Marcy e Derek correm para encontrar uma solução. Jenny revela que as chegadas em massa eram todas da Facção, durante o período em que o Diretor estava offline, e eles manipularam a fórmula para aumentar a potência do vírus. |                 |
| 18       | 6 | "U235"          |
|          | O plano da Facção para salvar o futuro matando 2 bilhões de pessoas no presente (contradizendo o plano do Diretor de fazer várias mudanças pequenas, mas importantes) está bem encaminhado. Com nanites médicos provando ser inúteis como cura, Grace percebe que a única maneira de resolver o problema é encontrar uma maneira de consertar o Diretor no futuro para que ele possa enviar ajuda de volta ao século XXI. |                 |
| 19       | 7 | "17 minutos"    |
|          | A equipe recebe a missão de coletar e proteger a fonte de energia original do Diretor, já que provavelmente será o próximo alvo dos membros restantes da Facção. A missão está indo bem, mas a equipe é emboscada e morta pela Facção. Com sua própria existência em perigo, o Diretor inicia o Protocolo Alfa - e envia de volta um Viajante para salvar a equipe antes que eles sejam mortos, mas a localização remota, o pequeno intervalo de tempo (17 minutos) e apenas dois candidatos a hospedeiros dentro do alcance geográfico tornam a probabilidade de sucesso baixo. |                 |
| 20       | 8 | "Viajante 0027" |
|          | Três viajantes de alto escalão são enviados de volta pelo Diretor para colocar Grace em julgamento por violar protocolos, substituir uma pessoa que não foi designada para ser seu hospedeiro e sabotar o Grande Plano. Mac e a equipe devem dar testemunho no julgamento que determinará se ela deve ser substituída ou não. Enquanto isso, a Facção está tentando reabastecer seus números substituindo as pessoas com as mentes armazenadas na estrutura quântica. Parece que o julgamento foi encenado pelo Diretor para expulsar um membro da Facção de dentro dos três Viajantes que julgavam Grace, o que aconteceu com sucesso, o que levou a equipe de Mac a garantir a estrutura quântica. |                 |
| 21       | 9 | "Atualização"   |
|          | Philip é ordenado pelo Diretor a participar de uma "atualização" com vários outros historiadores, que é onde a história da linha do tempo alterada é impressa em suas mentes, mas isso vem com consequências físicas e emocionais. Trevor tenta ajudar um ex-companheiro de time de futebol com traumas do passado. Hall retorna da prisão e tem uma nova missão atribuída a ele pelo Diretor. Kat tem complicações com a gravidez. |                 |
| 22       | 10 | "21C"           |
|          | Marcy se coloca em um estado de quase morte para recuperar suas memórias perdidas de quando ela foi reiniciada. As memórias que ela recebe incluem as da hospedeira original Marcy, mostrando que a deficiência intelectual da hospedeira foi causada por Vincent / 001 testando a tecnologia de transferência de consciência incompleta de Simon nela. Enquanto ela está fora de serviço, Mac e o resto da equipe recebem ordens de fornecer apoio para Hall na proteção do futuro 53º presidente dos Estados Unidos, que atualmente é uma menina pré-adolescente. |                 |
| 23       | 11 | "Simon"         |
|          | A equipe rastreia Simon (Viajante 0004), um especialista que desenvolveu a tecnologia de transferência de consciência no futuro, que foi enviado a um corpo hospedeiro que desenvolveu esquizofrenia após a chegada. Simon, que montou o sistema de comunicações dos viajantes no século XXI, é assombrado pelas alucinações de Vincent, que anteriormente convenceu um Simon institucionalizado de que o diretor queria que ele construísse a próxima tecnologia de transferência do século XXI |                 |
| 24       | 12 | "001"           |
|          | Vincent pede que a equipe pare e o deixe terminar o que estava planejando. Quando a equipe se recusa a obedecer, Vincent mantém a vida de Kat, David, Jeffery, Ray e Grace em suas mãos, e os força a se revelarem como Viajantes para o mundo. A equipe deve fazer a escolha entre quebrar o protocolo e, assim, correr o risco de ser substituída pelo Diretor, ou fazer o que for necessário para salvar aqueles que amam desde sua chegada no século XXI. 001 transfere sua consciência para Katrina Perrow para escapar do Diretor que mais tarde apenas substitui o corpo vazio de Vincent. |                 |

| N. Geral | Episódio na temporada | Título            |
| -------- | --- | ----------------- |
| 25       | 1 | "Ilsa"            |
|          | MacLaren, sua equipe e seus entes queridos se reagrupam em uma casa segura protegida pelo FBI, mas dúvidas e traições podem sabotar o resto de sua missão. |                   |
| 26       | 2 | "Yates"           |
|          | MacLaren e Yates se ajustam à sua nova parceria enquanto protegem um apresentador de programa de TV cuja retórica inflamada sobre os Viajantes levou à tragédia e à exposição potencial de sua existência. O apresentador de TV é então substituído por um novo Viajante e se desculpa diante da câmera. |                   |
| 27       | 3 | "Protocolo 3"     |
|          | Certo de que sua equipe apagou sua memória do dia anterior, MacLaren refaz seus passos no caso de um jovem perturbado com um futuro horrível. O futuro mudou devido ao seu impacto positivo no menino. |                   |
| 28       | 4 | "Perrow"          |
|          | A equipe descobre que o Viajante 001 ainda está vivo no corpo de sua ex-psicóloga, Perrow, quando a Facção tenta capturá-la. Perrow morre, mas eles acreditam que 001 teve acesso a um dispositivo de transferência (já que no futuro ele ajudou a construir um) e, como resultado, eles não têm certeza de onde sua consciência reside agora. Jeff, confrontando os viajantes com seu conhecimento de sua existência, é substituído por um novo viajante. Grace concede a uma IA do século XXI chamada Ilsa acesso à Internet para que MacLaren e sua equipe possam usá-la para encontrar o Viajante 001. Dúvidas sobre seus entes queridos pioram para Kat (sofrendo de alucinações e suspeitas), Jeff e David, que está com uma concussão. |                   |
| 29       | 5 | "Naomi"           |
|          | A equipe tenta extrair uma IA trapaceira de uma criança mensageira chamada Naomi, mas o programa se expande muito rapidamente. Trevor começa a apresentar um distúrbio cerebral. Um novo Viajante, o Viajante 5416, que está em uma missão solo do Diretor, se ajusta ao corpo de seu hospedeiro Jeff Conniker. |                   |
| 30       | 6 | "Philip"          |
|          | Durante uma atualização para os historiadores, um deles morre de sobrecarga cerebral e é assumido por outro viajante. A facção então invade e sequestra os historiadores. A Blackbox é um dispositivo usado para extrair informações de uma pessoa inconsciente ou moribunda e a equipe usa um para acessar um Hall gravemente ferido para determinar a localização dos historiadores. Jeff estende a mão para seu sargento da polícia para conseguir seu emprego de volta e é instruído a buscar a ajuda de uma assistente social primeiro. Philip é questionado pela Facção. Philip recebe um tempo com Kyle como um gesto de boa vontade, que afirma simpatizar com o objetivo da Facção, especialmente porque acabou de ver outro historiador morrer durante a atualização. A Facção salva um TELL que Kyle forneceu para ganhar seu apoio. Jeff estende a mão para David para assinar seu formulário de terapia para ele conseguir seu emprego de volta. David concorda em ajudar como assistente social com o vício de Jeff, que o viajante realmente não tem. Hall é capaz de retransmitir informações de quando ele estava rastreando o historiador de sua equipe, mostrando que ele se chocou com uma equipe de uma facção e foi baleado escalando uma cerca. Ele revela que foram Kyle e Luca de sua própria equipe que atiraram nele. Hall é capaz de mostrar à equipe a localização dos historiadores e a equipe é despachada. Enquanto estava com David, Jeff recebe uma mensagem para se encontrar no local para suporte tático. Philip consegue escapar antes de ser encurralado por Kyle e Luca. A equipe de MacLaren aparece a tempo de salvar Philip e mata Luca e Kyle. A equipe salva todos os historiadores enquanto elimina muitos da facção. Hall fica sabendo que ele salvou todos eles e pode morrer em paz sabendo disso. Jeff e Carly se reconectam. Philip é visto jogando fora suas pílulas amarelas que os historiadores precisam tomar. |                   |
| 31       | 7 | "Trevor"          |
|          | Sofrendo de um distúrbio cerebral fatal conhecido como disfasia temporal (um distúrbio que deixa a vítima repetidamente congelada por um certo tempo sem que ela saiba que o tempo já passou), Trevor decide se permitir ser substituído. O Diretor dá a Trevor 36 horas para colocar seus negócios em ordem. Quando ele explica sua situação para Grace, Trevor revela que quando sua esposa sofria de disfasia temporal (a única outra pessoa a fazer isso), ele traçou planos para a cura. Embora ele nunca tenha conseguido implementar a cura, ele se lembra dos planos que criou para ela e Grace e o resto de sua equipe correram para realizar a cura, desprezando a relutância de Trevor. Durante um dos episódios de Trevor, a equipe completa a cura e a administra a ele, desligando todas as luzes e câmeras para evitar que o Diretor o substitua. Quando Trevor acorda, ele expressa raiva de sua equipe por não respeitarem seu desejo de ser substituído. Ele liga a energia novamente, mas o Diretor não o substitui. |                   |
| 32       | 8 | "Arquivo"         |
|          | MacLaren pede que Yates o ajude quando um viajante com uma missão vital para a sobrevivência da humanidade chega no corpo de um assassino em série recém-capturado. |                   |
| 33       | 9 | "David"           |
|          | A Facção dispara explosões nucleares que destroem todos os arquivos dos Viajantes fora dos Estados Unidos. David deixado como morto pela Fação no último arquivo sobrevivente, é a única pessoa que pode desarmar o dispositivo nuclear. Ele consegue, mas é exposto à radiação letal. As suspeitas de Kat sobre MacLaren, temporariamente dissipadas, aumentam novamente e ela o expulsa - para ela, o casamento acabou, pois ela sente que ele não é mais o homem que ela conheceu. Jeff tenta escapar de um interrogatório de 001; ele acaba sendo encurralado. Marcy espera que o Diretor envie uma equipe médica de Viajantes para salvar David, mas nenhuma ajuda chega. No momento antes de morrer, David transmite uma mensagem do Diretor: "Protocolo Omega". |                   |
| 34       | 10 | "Protocolo Omega" |
|          | Protocolo Omega significa que o Diretor não está mais intervindo nesta linha do tempo, pois o programa Viajantes teve sucesso em sua missão ou falhou totalmente. Quando Jeff visita Marcy para oferecer suas condolências, ela percebe que ele foi substituído por 001 e, eventualmente, se mata para impedi-lo de obter o código backdoor de Ellis de seu cérebro. 001 carrega sua consciência para a internet, permitindo que ele exista no futuro e, finalmente, ganhe o controle. Ele envia a consciência de seus seguidores aos líderes mundiais, provocando russos e chineses a lançar ogivas nucleares contra os Estados Unidos. Yates culpa MacLaren e sua equipe por apressar, ao invés de prevenir, o fim da humanidade. MacLaren usa a máquina de 001 para enviar sua mente de volta ao dia de agosto de 2001, quando seu hospedeiro conheceu Kat. Ele diz a ela para dar uma segunda chance ao então namorado, depois deixa um aviso para Burns sobre Helios, então em 11 de setembro chega no mesmo escritório alto no World Trade Center alguns minutos antes da chegada esperada de 001, que deveria começar o programa Viajantes. MacLaren envia um e-mail, sabendo que o Diretor o encontrará, informando: "O programa Viajantes falhará. Não envie 001." A Marcy original do século XXI, sem mostrar sinais de hidrocefalia e trabalhando como enfermeira, por acaso se senta ao lado de David em um ônibus e ele puxa conversa, renovando sua conexão aparentemente inevitável pela terceira vez. O Diretor decide que a versão um do programa Viajantes falhou e inicia a versão dois ... |                   |

## Recepção crítica
A primeira temporada de Travelers tem uma pontuação de 100% no Rotten Tomatoes com base em nove avaliações com uma classificação média de 8.0/10. Neil Genzlinger, escrevendo para o The New York Times, descreveu a primeira temporada como "saborosa" e "agradável ficção científica", com "alguns floreios que chamam a atenção e boa atuação". Hanh Nguye, escrevendo para IndieWire , descreve a série como "divertida e estranha", encontrando o apelo da série "em como o núcleo de cinco viajantes se ajusta à vida em nosso presente", observando a "natureza humana dos viajantes". Lawrence Devoe, do TheaterByte.com, chamou a série de "ritmo tenso e de suspense" com "personagens bem desenvolvidos", declarando que "Brad Wright tem um talento especial para criar séries futuristas". Evan Narcisse, revisando os primeiros cinco episódios de io9 , apreciou os dilemas morais oferecidos pela premissa da série e a estranheza apresentada pelas interações dos personagens com os amigos, colegas, amantes ou zeladores de seus anfitriões: "Este é um super-herói mostre em duplo disfarce, oferecendo explorações inteligentes do conceito de identidade secreta que toca na culpa e contorções que vêm com uma vida dupla de vida. A Netflix anunciou que a série foi uma de suas séries "mais devoradas" em 2017.
A segunda temporada é descrita como "maior e melhor" pela Forbes, que diz: "Há muito o que amar sobre o que o Travelers traz para a mesa nesta temporada. A série realmente se destacou."